# سيدريك إيتن
سيدريك يان إيتن (بالألمانية: Cedric Jan Itten) (مواليد 27 ديسمبر 1996) هو لاعب كرة قدم سويسري ، يجيد اللعب في مركز الهجوم ، ويلعب حاليًا لنادي لوتسيرن السويسري على سبيل الإعارة من نادي بازل حتى 30 يونيو 2017.

## بطولات وإنجازات اللاعب

### بازل
- دوري السوبر السويسري: 2015–2016

## روابط خارجية
- سيدريك إيتن على موقع الاتحاد الأوربي (الإنجليزية)
- سيدريك إيتن على موقع قاعدة بيانات كرة القدم.إي يو (الإنجليزية)
- سيدريك إيتن على موقع ناشيونال فوتبول تيمز (الإنجليزية)
- سيدريك إيتن على موقع Soccerway.com (الإنجليزية)
- سيدريك إيتن على موقع عالم كرة القدم.نت (الإنجليزية)
- سيدريك إيتن على موقع AS.com (الإسبانية)

- Cedric Itten